# Конфузија идентитета
Конфузија идентитета је збрка у доживљају властитог идентитета која се јавља код младих, при преласку из детињства у зрело доба. То је узраст у којем бројни важни а нерешени конфликти обележавају формирање личног идентитета што доводи до конфузије идентитета, која је праћена осећањем збуњености, усамљености, стрепње, па и осећањем кривице, потиштености и празнине. Услед конфузије идентитета понашање младих је веома непостојано, колебљиво, са преласком из једног екстрема у други.